# Basilia dispar
Basilia dispar är en tvåvingeart som först beskrevs av Speiser 1900.  Basilia dispar ingår i släktet Basilia och familjen lusflugor. Inga underarter finns listade i Catalogue of Life.